# Ховрино (район на Москва)
Ховрино е административен район на Северен окръг в Москва.